# Brațul Chilia

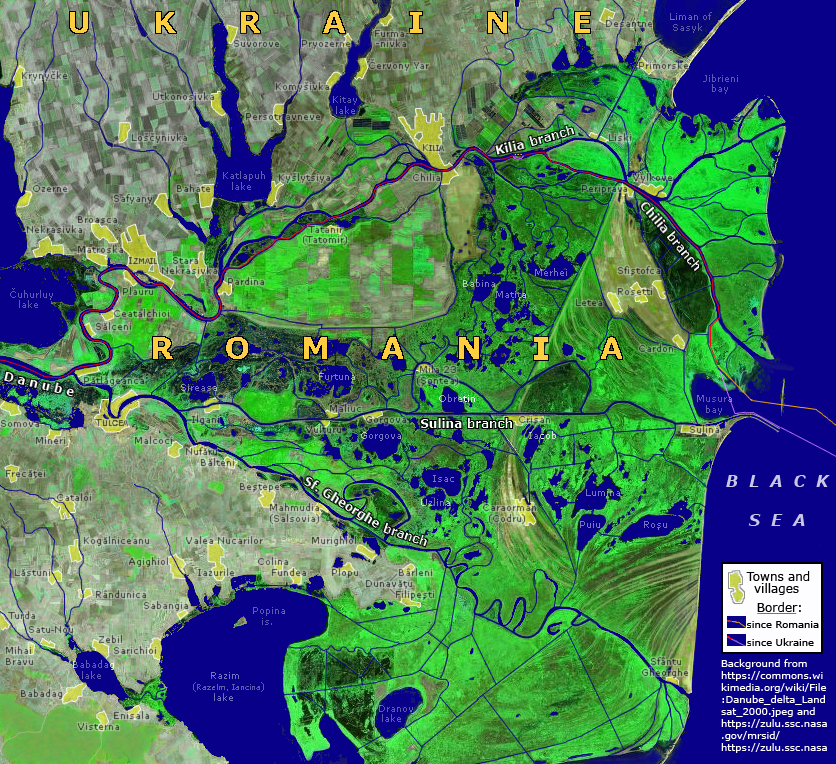
Brațul Chilia, cel mai nordic din cele trei brațe ale Dunării.

Chilia este brațul nordic din Delta Dunării.

Modificările brațelor Dunării din Antichitate până în zilele noastre.

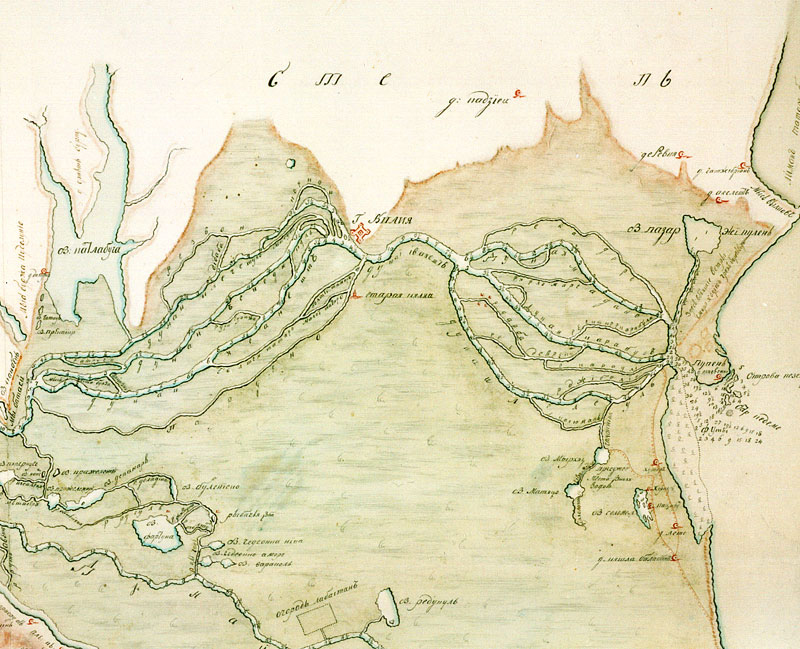
Brațul Chilia (1711) înainte de formarea deltei sale secundare.

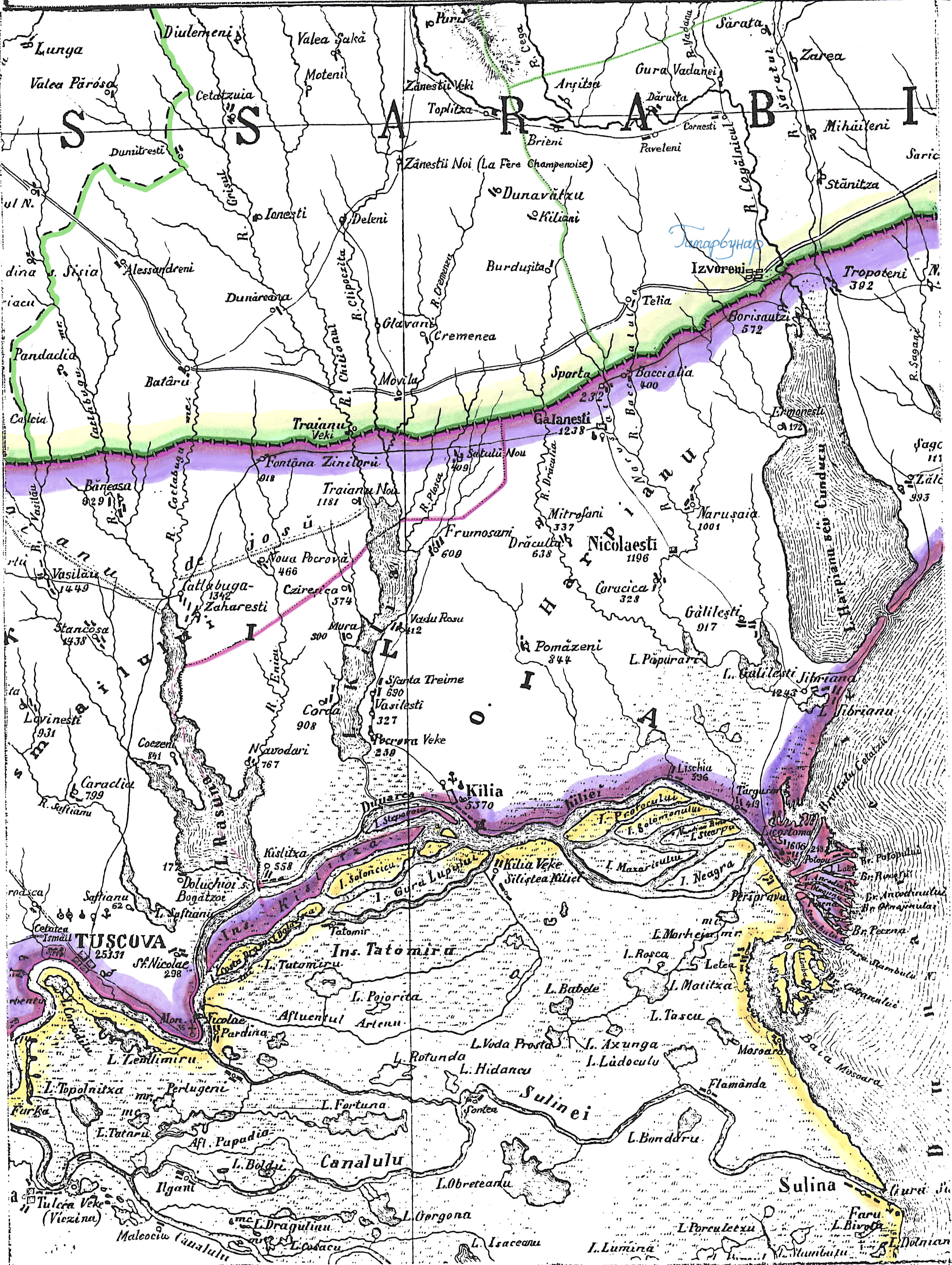
Brațul Chilia (1860) la începutul formării deltei secundare: verde-Imperiul rus;
violet-Principatul României;
galben-Imperiul Otoman.

## Geografie
Brațul Chilia are o lungime de 111 km, de la despărțirea (defluența) Pătlăgeanca până la ieșirea în mare în zona Musura. Prin acest braț curge 60% din debitul de apă al fluviului Dunărea, fiind navigabil pentru șlepuri și pentru navele maritime. De un veac și jumătate încoace, brațul Chilia formează o deltă secundară care se răsfiră în dreptul localitățlor Periprava din România și Vâlcov din Ucraina (locuite de Lipoveni), și înaintează rapid în mare prin aluvionare. Delta secundară a Chiliei defluează în nouă brațe secundare pe nume, de la nord la sud, Belgorod (odinioară Cetății, în ucraineană Білгородський - Bilgorods'kiy), Prorva, Oceacului (în ucraineană Очаківське - Ociakivs'ke), Ancudina (în ucraineană Анкудінове - Ankudinove), Otnoina (în ucraineană Отнойно - Otnoyno), Pesceana (în ucraineană Пісчаний - Piscianiy), Cobana (în ucraineană Кубаний - Kubaniy), cel principal numit odinioară Stari-Stambul (în ucraineană Chiliei sau Кілійське - Kiliys'ke) și Musura. Ca și partea românească a Deltei Dunării, delta secundară a brațului Chilia face parte dintr-o rezervație naturală, cu sediul la Vâlcov, înființată în 1998 și mărită în 2004 prin decretele nr. 861 și 117 emise de președintele Ucrainei Leonid Kucima.

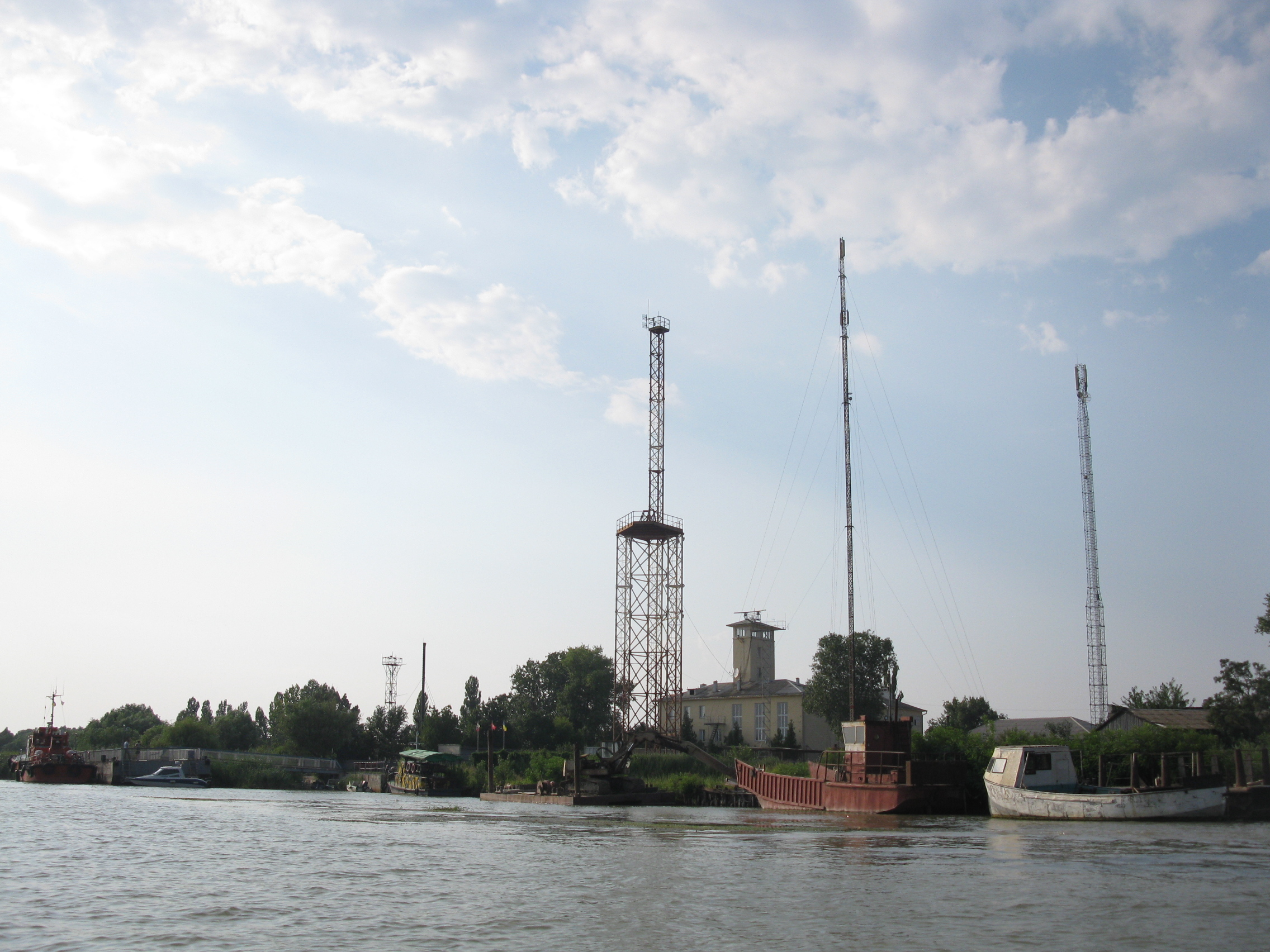
Brațul Chilia la Vâlcov

Talvegul brațului Chilia formează frontiera româno-ucraineană în mod direct pe o porțiune de 85,8 km, conform tratatului ruso-turc de la București din 1812, și conform frontierei româno-sovietice fixată la data de 24 octombrie 1940 și confirmată prin Tratatul de Pace de la Paris din 1947. Dar pe unele porțiuni, în urma protocolului adițional româno-sovietic din 4 februarie 1948, frontiera româno-ucraineană trece la sud de talvegul brațului Chilia, urmând cursul brațelor secundare Tatomir (zis Tătaru, 13,6 km), Stambulul Vechi (15,3 km) și Musura (9,5 km) și astfel despărțind mica insulă Maican și insula Limba de teritoriul românesc, astfel că navele românești nu pot trece liber din mare în Deltă sau invers prin gura brațului Chilia.

## Istorie
În cele patru milenii de când fostul Golf al Dunării este progresiv colmatat de aluviunile fluviale și maritime, formând delta Dunării, brațul Chilia a mai format delte secundare în două rânduri: prima a fost delta secundară „Thiagola” sau Pardina (după punctul defluenței) astăzi desecată și transformată în teren agricol, iar a doua a fost delta secundară „Harpianon" sau Babina-Merhei. Prima s-a închis prin formarea unui grind („câmpul Chiliei” spus și „grindul Câșliței”) la sud de Chilia Veche, a doua prin cea a grindului Letea. Ambele s-au format în jurul unor mici insule pre-existente din sedimente continentale.
În cronicile bizantine și genoveze din Evul Mediu, brațul Chilia apare sub numele de Lykostoma („gura lupilor” în limba greacă) sau Licostomo, care desemnează și un port-cetate așezat nu departe de actuala localitate Periprava. Era, în acele vremuri, principala cale de navigație din Deltă, și din acest motiv a fost adesea disputat între puterile vremii: Bizantini, Bulgari, Ruși, Tătari, Genovezi, Dobrogeni, Munteni, Moldoveni, Turci...  Denumirea de Chilia este grecească, κελλία însemnând „încăperi”, „depozite” prin referire la portul-cetate medieval Chilia Veche. Actuala deltă secundară a brațului Chilia a fost împărțită în 1856 între România (la nord) și Turcia (la sud), apoi din 1878 până în 1918 între Imperiul Rus (la nord) și România (la sud); a devenit integral românească între 1918 și 1940, apoi integral sovietică în 1948 și este integral ucraineană din 1991 încoace.